# 감악산 (경남)
감악산(甘岳山)은 대한민국 경상남도 거창군에 위치한 산이다.

## 방송 송신 시설
| 디지털TV  |                     |           |                     |      |                                                                              |
| 가상채널  | 방송국명            | 호출부호  | 물리채널            | 출력 | 가시청권                                                                     |
| CH 6-1    | KNN DTV             | HLDG-DTV  | CH 67               | 1㎾  | 일원 : 거창 일부 : 합천, 함양, 산청, 창녕 (산악, 장애 지역 제외)             |
| CH 7-1    | KBS진주 DTV2        | HLKD-DTV  | CH 35               | 1㎾  | 일원 : 거창 일부 : 합천, 함양, 산청, 창녕 (산악, 장애 지역 제외)             |
| CH 9-1    | KBS진주 DTV1        | HLCJ-DTV  | CH 28               | 1㎾  | 일원 : 거창 일부 : 합천, 함양, 산청, 창녕 (산악, 장애 지역 제외)             |
| CH 10-1   | EBS DTV             | HLQL-DTV  | CH 37               | 1㎾  | 일원 : 거창 일부 : 합천, 함양, 산청, 창녕 (산악, 장애 지역 제외)             |
| CH 11-1   | MBC경남 진주 DTV    | HLAK-DTV  | CH 50               | 1㎾  | 일원 : 거창 일부 : 합천, 함양, 산청, 창녕 (산악, 장애 지역 제외)             |
| FM 라디오 |                     |           |                     |      |                                                                              |
| 채널      | 방송국명            | 호출부호  |                     | 출력 | 가시청권                                                                     |
| 92.1㎒    | KBS진주 음악FM      | HLCJ-FM   |                     | 10㎾ | 거창 일원, 합천 일부, 함양 일부, 산청 일부, 창녕 일부 (산악, 장애 지역 제외) |
| 93.5㎒    | MBC경남 진주 라디오 | HLAK-SFM  |                     | 1㎾  | 거창 일원, 합천 일부, 함양 일부, 산청 일부, 창녕 일부 (산악, 장애 지역 제외) |
| 96.1㎒    | MBC경남 진주 FM4U   | HLAK-FM   |                     | 3㎾  | 거창 일원, 합천 일부, 함양 일부, 산청 일부, 창녕 일부 (산악, 장애 지역 제외) |
| 103.3㎒   | KBS진주 제1라디오   | HLCJ-SFM  |                     | 500W | 거창 일원, 합천 일부, 함양 일부, 산청 일부, 창녕 일부 (산악, 장애 지역 제외) |
| 104.7㎒   | EBS FM              | HLQL-FM   |                     | 3㎾  | 거창 일원, 합천 일부, 함양 일부, 산청 일부, 창녕 일부 (산악, 장애 지역 제외) |
| 106.7㎒   | KNN파워FM           | HLDG-FM   |                     | 5㎾  | 거창 일원, 합천 일부, 함양 일부, 산청 일부, 창녕 일부 (산악, 장애 지역 제외) |
| 107.3㎒   | TBN 경남교통방송    | HLEE-FM   |                     | 1㎾  | 거창 일원, 합천 일부, 함양 일부, 산청 일부, 창녕 일부 (산악, 장애 지역 제외) |
| 지상파DMB |                     |           |                     |      |                                                                              |
| 앙상블명  | 방송국명            | 호출부호  | 채널(주파수)        | 출력 | 가시청권                                                                     |
| Busan MBC | myMBC TV            | HLKU-TDMB | CH 12-A (205.280㎒) | 2㎾  | 부산, 김해, 진해, 거제 일부                                                  |
| Busan MBC | CJ ONSTYLE          | HLKU-TDMB | CH 12-A (205.280㎒) | 2㎾  | 부산, 김해, 진해, 거제 일부                                                  |
| U-KBS     | KBS STAR            | HLKA-TDMB | CH 12-B (207.008㎒) | 2㎾  | 부산, 김해, 진해, 거제 일부                                                  |
| U-KBS     | HD KBS STAR         | HLKA-TDMB | CH 12-B (207.008㎒) | 2㎾  | 부산, 김해, 진해, 거제 일부                                                  |
| U-KBS     | KBS HEART           | HLKA-TDMB | CH 12-B (207.008㎒) | 2㎾  | 부산, 김해, 진해, 거제 일부                                                  |
| U-KBS     | KBS MUSIC           | HLKA-TDMB | CH 12-B (207.008㎒) | 2㎾  | 부산, 김해, 진해, 거제 일부                                                  |
| KNN DMB   | KNNu                | HLDG-TDMB | CH 12-C (208.736㎒) | 2㎾  | 부산, 김해, 진해, 거제 일부                                                  |
| KNN DMB   | ubc u               | HLDG-TDMB | CH 12-C (208.736㎒) | 2㎾  | 부산, 김해, 진해, 거제 일부                                                  |